# 워싱턴 캐피털스 (1946년)
워싱턴 캐피털스(영어: Washington Capitols)는 미국 워싱턴 D.C.를 연고지하던 BAA/NBA 소속 프로농구 팀으로서 하여 1947년부터 1948년까지는 웨스턴 디비전에, 1946년부터 1947년까지, 1948년부터 1951년까지는 이스턴 디비전에 소속되었던 프로농구 팀이다.
1974년부터 현재까지 같은 연고지(워싱턴 D.C.)에 워싱턴 위저즈(영어: Washington Wizards)가 있다.

## 최다 연승
워싱턴 캐피털스는 그들의 짧은 역사 동안 두 번의 긴 연승으로 주목할 만하다. 1946년 캐피털스는 17승 연승하였다.
휴스턴 로키츠(영어: Houston Rockets)가 1993~1994 시즌 캐피털스의 기록과 동률이 되었음에도 불구하고, 골든스테이트 워리어스(영어: Golden State Warriors)가 2015~2016 시즌 24승으로 출발하여 깨기 전까지 NBA 역사상 15승 출발이 최고였다.

## 역대 홈경기장

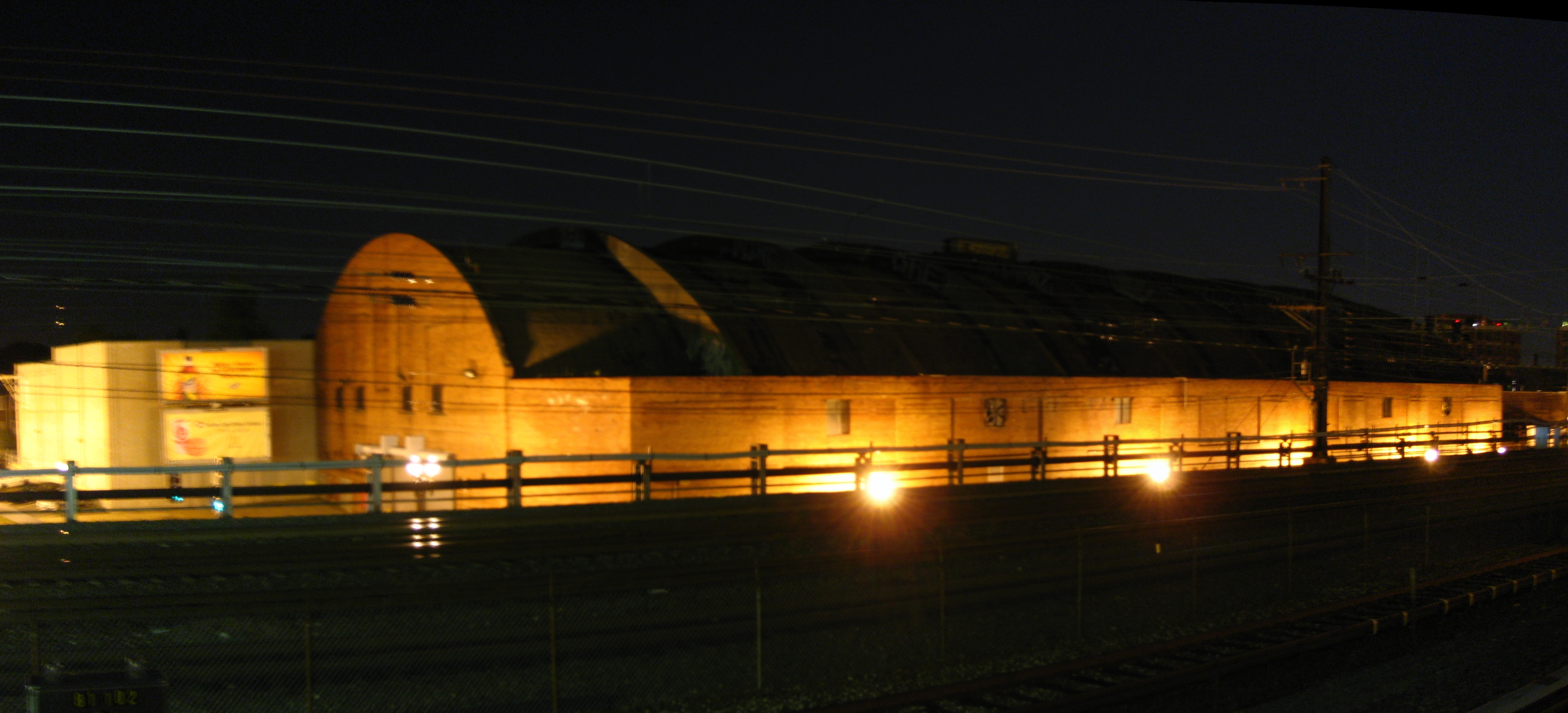
워싱턴 캐피털스의 홈경기장였던 울린 아레나

| 경기장          | 사용기간      | 수용인원 | 장소        | 비고 |
| --------------- | ------------- | -------- | ----------- | ---- |
| 워싱턴 캐피털스 |               |          |             |      |
| 울린 아레나     | 1946년~1951년 | 7,000명  | 워싱턴 D.C. | 빈칸 |

## 역대 시즌별 성적
<정규시즌 & 플레이오프 성적>
- 정규시즌 성적 : 157승 114패 .579
- 플레이오프 성적 : 8승 12패 .400

| 시즌      | 정규시즌 | 정규시즌 | 정규시즌 | 정규시즌 | 정규시즌 | 정규시즌 | 정규시즌 | 플레이오프                               | 비고                            |
| 시즌      | 리그     | 디비전   | 순위     | 경기수   | 승       | 패       | 승률     | 플레이오프                               | 비고                            |
| --------- | -------- | -------- | -------- | -------- | -------- | -------- | -------- | ---------------------------------------- | ------------------------------- |
| 1946-1947 | BAA      | 이스턴   | 1위      | 60       | 49       | 11       | .817     | 스태그스 2승4패                          | 최고승률                        |
| 1947-1948 | BAA      | 웨스턴   | 4위      | 48       | 28       | 20       | .583     | 스태그스 1패                             | 빈칸                            |
| 1948-1949 | BAA      | 이스턴   | 1위      | 60       | 38       | 22       | .633     | 워리어스 2승 닉스 2승1패 레이커스 2승4패 | 빈칸                            |
| 1949-1950 | NBA      | 이스턴   | 3위      | 68       | 32       | 36       | .471     | 닉스 2패                                 | 빈칸                            |
| 1950-1951 | NBA      | 이스턴   | 6위      | 35       | 10       | 25       | .286     | 빈칸                                     | 1951년 1월 9일 해체됨. 최저승률 |

## 같이 보기
- 워싱턴 위저즈
- 워싱턴 미스틱스
- 캐피털 시티 Go-Go